# Montmirey-la-Ville
Montmirey-la-Ville est une commune française située dans le département du Jura, dans la région culturelle et historique de Franche-Comté et la région administrative Bourgogne-Franche-Comté. 
Les habitants se nomment les Mireymontois et Mireymontoises.

## Géographie

### Climat
Pour des articles plus généraux, voir Climat de la Bourgogne-Franche-Comté et Climat du département du Jura.
En 2010, le climat de la commune est de type climat océanique dégradé des plaines du Centre et du Nord, selon une étude du Centre national de la recherche scientifique s'appuyant sur une série de données couvrant la période 1971-2000. En 2020, Météo-France publie une typologie des climats de la France métropolitaine dans laquelle la commune est exposée à un climat semi-continental et est dans une zone de transition entre les régions climatiques « Bourgogne, vallée de la Saône » et « Jura ». 
Pour la période 1971-2000, la température annuelle moyenne est de 10,9 °C, avec une amplitude thermique annuelle de 17,7 °C. Le cumul annuel moyen de précipitations est de 951 mm, avec 12,4 jours de précipitations en janvier et 8,4 jours en juillet. Pour la période 1991-2020, la température moyenne annuelle observée sur la station météorologique de Météo-France la plus proche, « Dole », sur la commune de Dole à 14 km à vol d'oiseau, est de 11,6 °C et le cumul annuel moyen de précipitations est de 1 023,0 mm. 
La température maximale relevée sur cette station est de 40 °C, atteinte le 31 juillet 2020 ; la température minimale est de −24 °C, atteinte le 10 janvier 1985,,. 
Les paramètres climatiques de la commune ont été estimés pour le milieu du siècle (2041-2070) selon différents scénarios d'émission de gaz à effet de serre à partir des nouvelles projections climatiques de référence DRIAS-2020. Ils sont consultables sur un site dédié publié par Météo-France en novembre 2022.

## Urbanisme

### Typologie
Au 1er janvier 2024, Montmirey-la-Ville est catégorisée commune rurale à habitat dispersé, selon la nouvelle grille communale de densité à sept niveaux définie par l'Insee en 2022.
Elle est située hors unité urbaine. Par ailleurs la commune fait partie de l'aire d'attraction de Dole, dont elle est une commune de la couronne,. Cette aire, qui regroupe 87 communes, est catégorisée dans les aires de 50 000 à moins de 200 000 habitants,.

### Occupation des sols
L'occupation des sols de la commune, telle qu'elle ressort de la base de données européenne d’occupation biophysique des sols Corine Land Cover (CLC), est marquée par l'importance des territoires agricoles (82,3 % en 2018), une proportion identique à celle de 1990 (82,3 %). La répartition détaillée en 2018 est la suivante : 
prairies (58,8 %), zones agricoles hétérogènes (14 %), forêts (11,2 %), terres arables (9,5 %), zones urbanisées (6,5 %). L'évolution de l’occupation des sols de la commune et de ses infrastructures peut être observée sur les différentes représentations cartographiques du territoire : la carte de Cassini (XVIIIe siècle), la carte d'état-major (1820-1866) et les cartes ou photos aériennes de l'IGN pour la période actuelle (1950 à aujourd'hui).

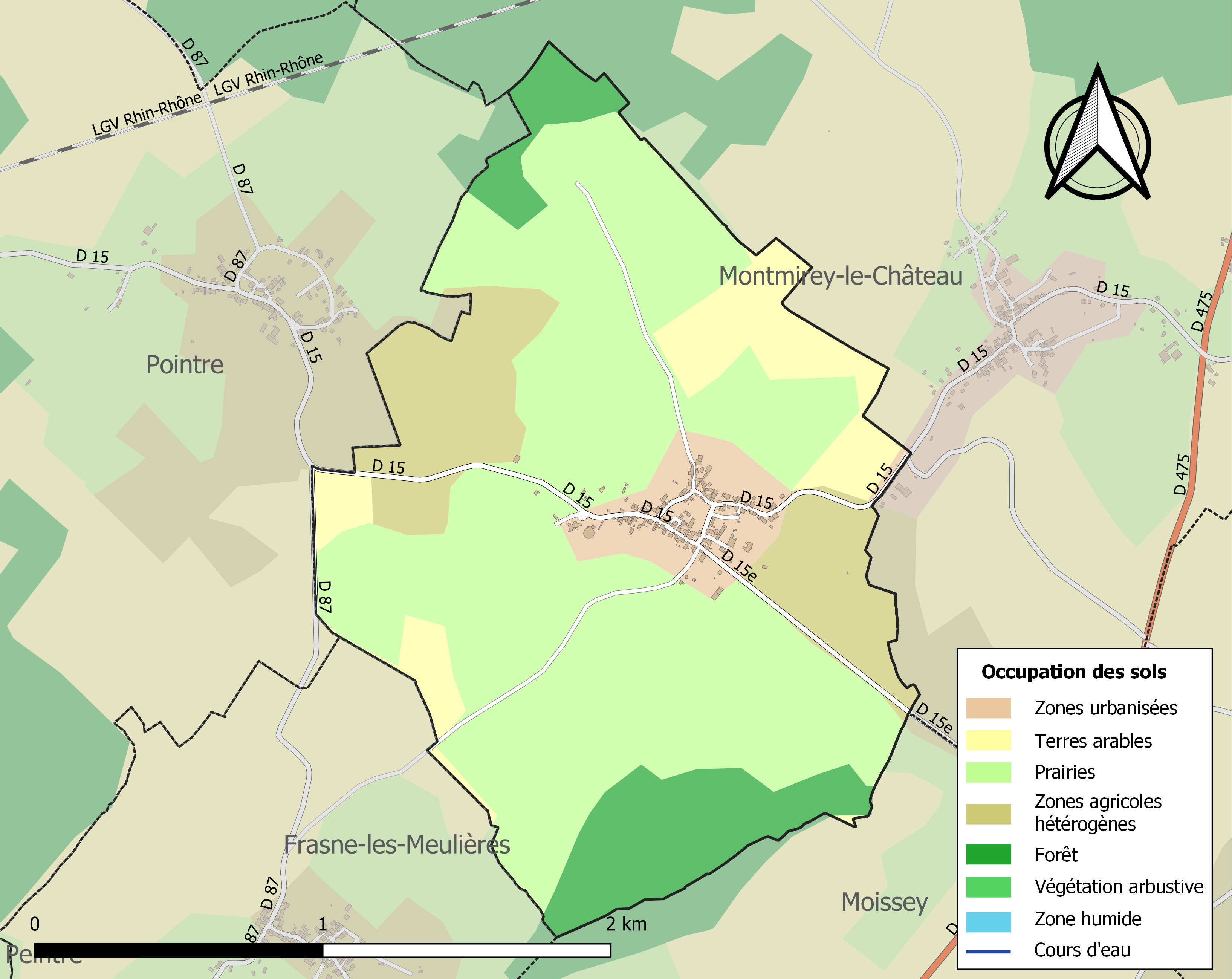
Carte des infrastructures et de l'occupation des sols de la commune en 2018 (CLC).

## Histoire
Claude Perrot : mort pour la France le 2 janvier 1871
Une occupation datée du Néolithique est attestée sur le Mont Guérin, au sud de Montmirey-la-Ville. Ce site de hauteur fortifié qui culmine à 322 mètres d'altitude, est occupée au moins dès le Néolithique final, puis à l'Âge du Bronze et au Hallstatt. Connu dès la fin du XVIIIe siècle, des fouilles successives ont lieu et permettent de mieux définir l'occupation du plateau.
Une voie romaine reliant Dole à Dammartin-Marpain traverse la commune. D'autres indices d'une occupation antique de Montmirey-la-Ville sont connus. En 1845, des travaux d'aménagements privés sont réalisés non loin de l'actuelle rue du Petit Pont (anciennement rue des Nobles). Au cours de ces travaux, à deux mètres de profondeur, des vestiges sont découverts : une monnaie en bronze de Gallien, un "carrelage formé de briques d'environ cinq centimètres d'épaisseur", "un vase élégant de cuivre électre orné de figures". Ces vestiges sont interprétés comme ceux d'une villa romaine.
Des prospections aériennes ont permis d'identifier plusieurs vestiges archéologiques, dont les traces d'un ou deux bâtiments probablement romain, au lieu-dit Les Rolis.

## Héraldique
|  | Les armes de la commune se blasonnent ainsi : Burelé d'argent et de sable au lion de gueules brochant. |

## Politique et administration
| Période                                  | Période   | Identité                     | Étiquette | Qualité           |
| ---------------------------------------- | --------- | ---------------------------- | --------- | ----------------- |
| vers 1817                                |           | Jean François Magdelaine     |           |                   |
| vers 1838                                |           | Jean-Baptiste Mignot         |           |                   |
| vers 1857                                |           | Claude François Saget        |           | Propriétaire      |
| vers 1887                                |           | Saget                        |           |                   |
| Les données manquantes sont à compléter. |           |                              |           |                   |
| avant 1981                               | ?         | Jacqueline Buisson           | DVG       |                   |
| ?                                        | 2001      | Joseph Picot d'Aligny        | CNI       |                   |
| mars 2001                                | mars 2008 | Pierre Marchand              |           |                   |
| mars 2008                                | 2020      | Maurice Richard de Vesvrotte | DVD       | Chef d'entreprise |
| 2020                                     | En cours  | Éric Pertus                  |           |                   |

## Démographie
L'évolution du nombre d'habitants est connue à travers les recensements de la population effectués dans la commune depuis 1793. Pour les communes de moins de 10 000 habitants, une enquête de recensement portant sur toute la population est réalisée tous les cinq ans, les populations de référence des années intermédiaires étant quant à elles estimées par interpolation ou extrapolation. Pour la commune, le premier recensement exhaustif entrant dans le cadre du nouveau dispositif a été réalisé en 2004.

En 2022, la commune comptait 170 habitants, en évolution de −5,03 % par rapport à 2016 (Jura : −0,81 %, France hors Mayotte : +2,11 %).
| 1793 | 1800 | 1806 | 1821 | 1831 | 1836 | 1841 | 1846 | 1851 |
| ---- | ---- | ---- | ---- | ---- | ---- | ---- | ---- | ---- |
| 520  | 565  | 446  | 592  | 544  | 535  | 521  | 505  | 503  |

| 1856 | 1861 | 1866 | 1872 | 1876 | 1881 | 1886 | 1891 | 1896 |
| ---- | ---- | ---- | ---- | ---- | ---- | ---- | ---- | ---- |
| 482  | 495  | 461  | 405  | 381  | 400  | 421  | 431  | 402  |

| 1901 | 1906 | 1911 | 1921 | 1926 | 1931 | 1936 | 1946 | 1954 |
| ---- | ---- | ---- | ---- | ---- | ---- | ---- | ---- | ---- |
| 404  | 351  | 304  | 261  | 258  | 215  | 207  | 180  | 166  |

| 1962 | 1968 | 1975 | 1982 | 1990 | 1999 | 2004 | 2006 | 2009 |
| ---- | ---- | ---- | ---- | ---- | ---- | ---- | ---- | ---- |
| 180  | 161  | 117  | 165  | 199  | 198  | 186  | 184  | 186  |

| 2014 | 2019 | 2022 | - | - | - | - | - | - |
| ---- | ---- | ---- | - | - | - | - | - | - |
| 184  | 171  | 170  | - | - | - | - | - | - |

## Lieux et monuments
- Château de Montmirey-la-Ville et son parc, Rue de Moissey, résidence privée de la famille Picot de Moras d'Aligny.
- Citerne, Route de Brans
- Croix pattée (1)
- Croix, Rue Alexis Millardet
- Église Saint-Didier, Rue du Petit-Pont
- Fontaines, dont la plus importante Chemin du Moulin
- Lavoirs, Rue du Lavoir
- Mairie, Rue Alexis Millardet
- Monument aux morts Rue du Petit-Pont

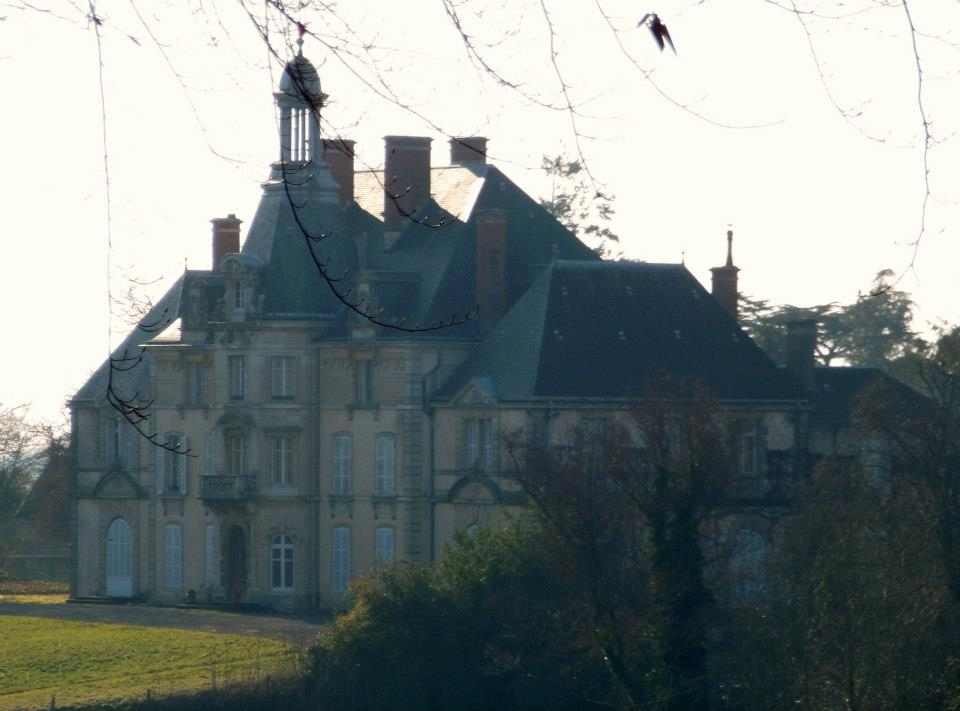
Château (depuis la Rue de Montmirey-le-Château)
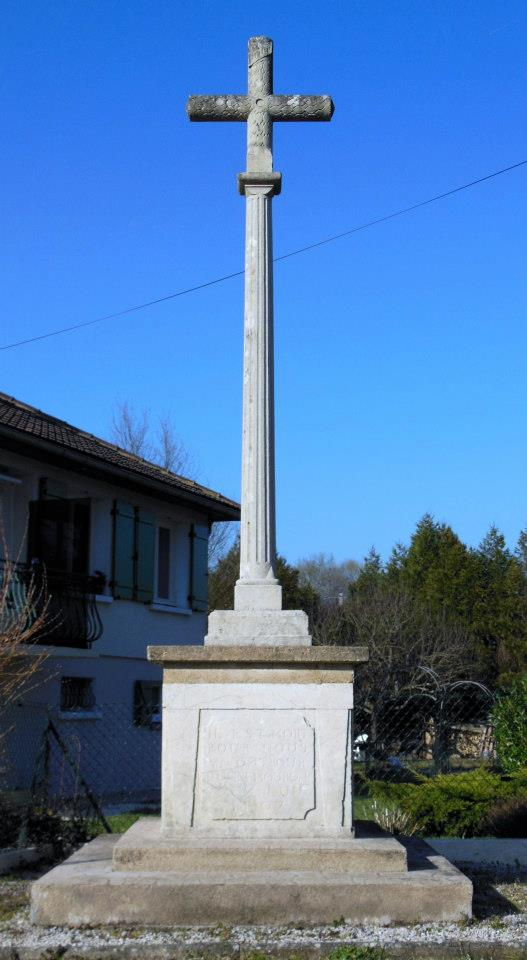
Croix (près entrée)
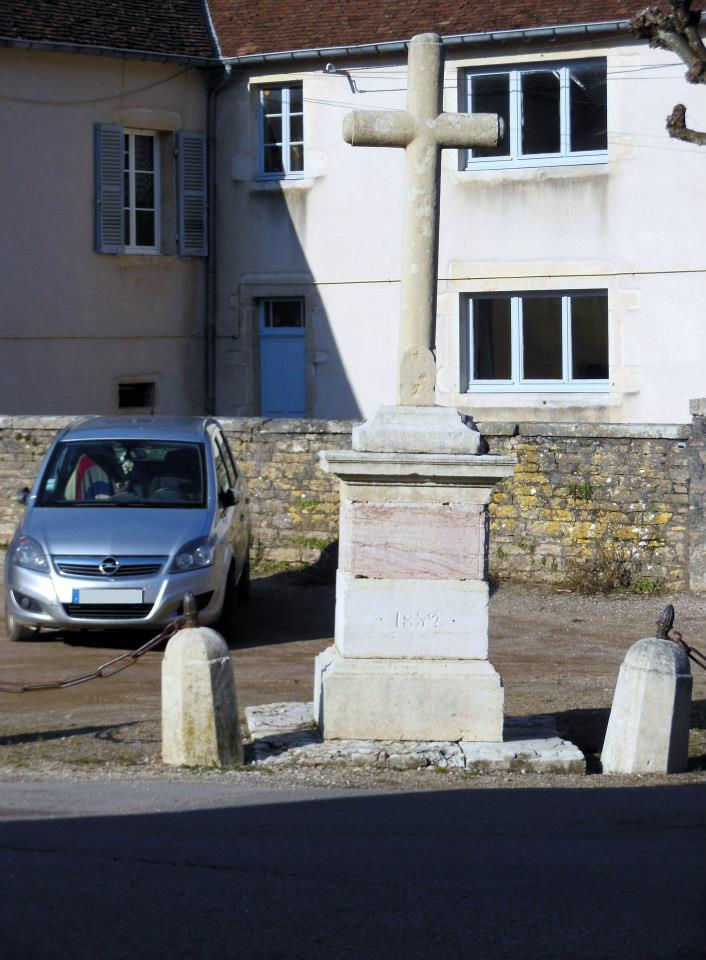
Croix (près mairie)
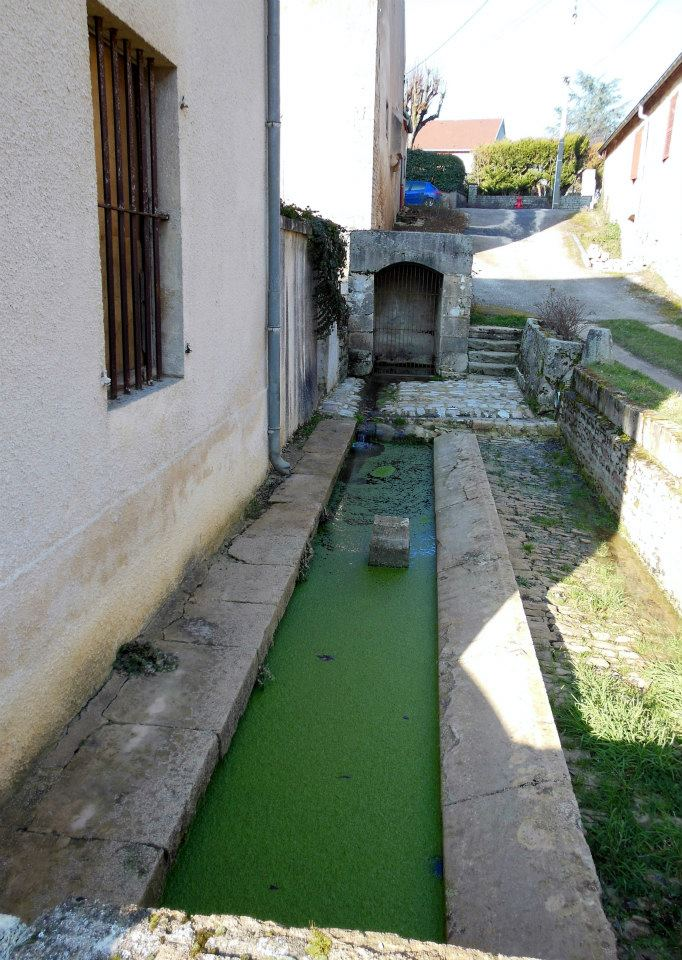
Fontaine-abreuvoir (Chemin du Moulin)
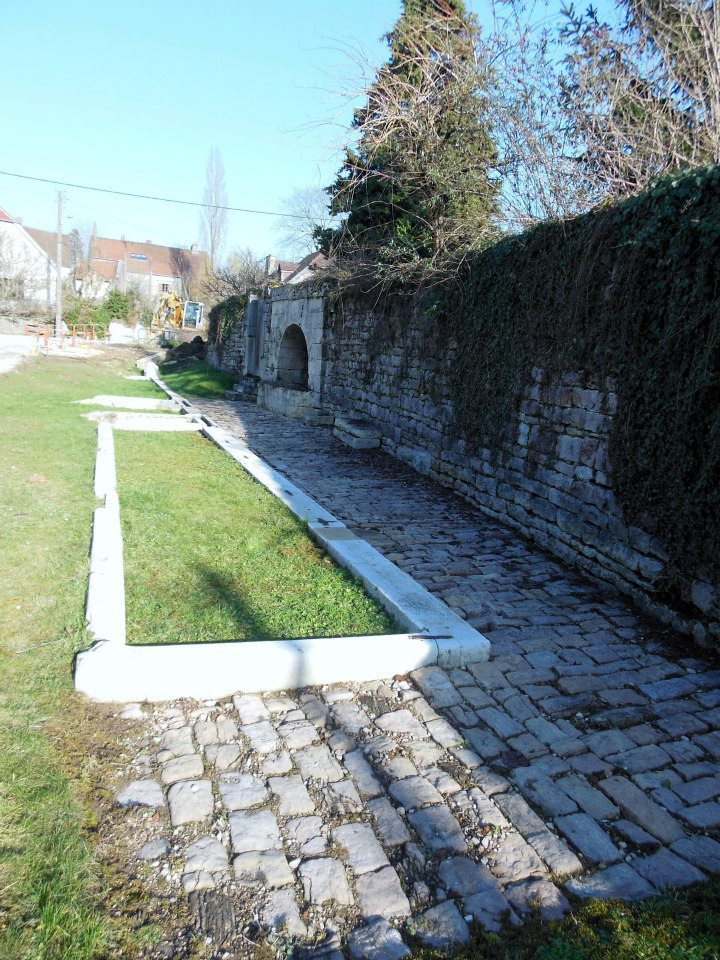
Vestige du premier lavoir (Rue du Lavoir)
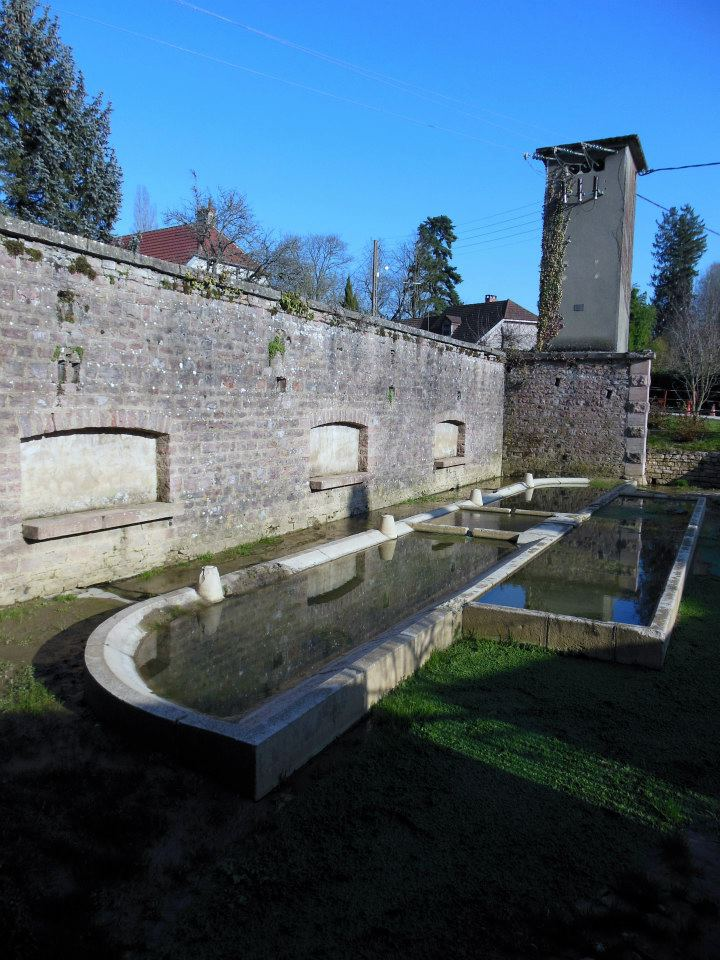
Deuxième lavoir (Rue du Lavoir)
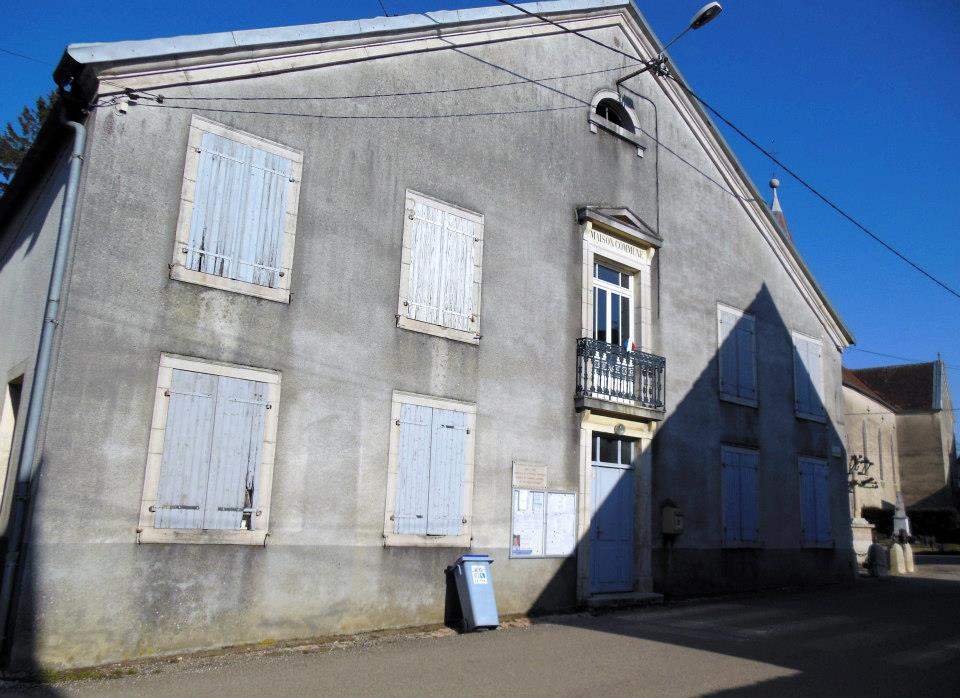
Mairie
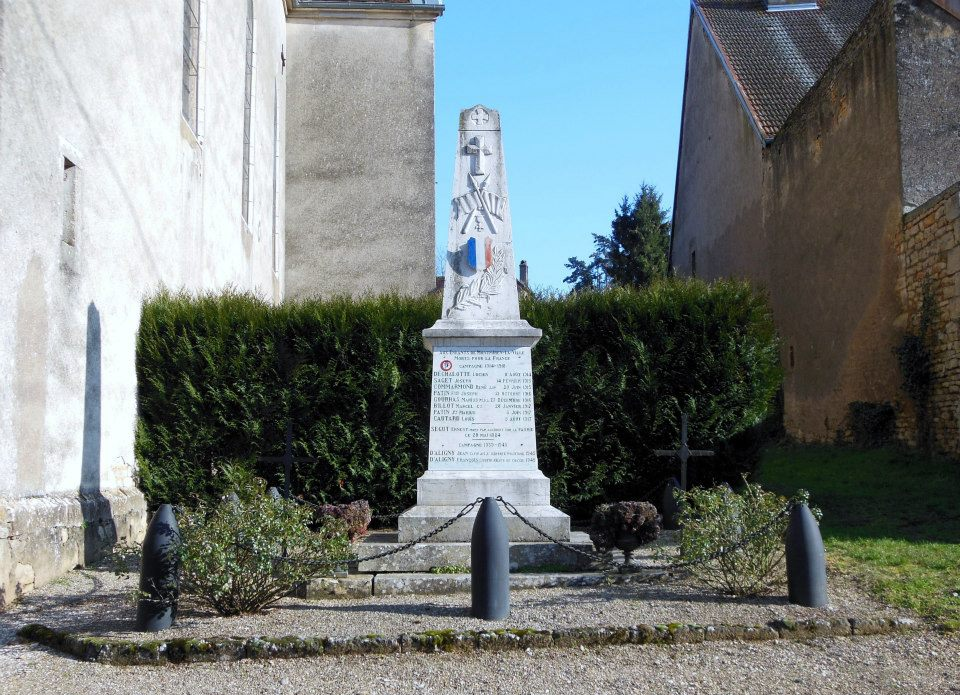
Monument aux morts (près église)

## Personnalités liées à la commune
- Pierre Lefranc (1815-1877), journaliste et homme politique né à Montmirey-la-Ville, député des Pyrénées-Orientales puis sénateur.
- Alexis Millardet (1838-1902), ampélographe et botaniste français inventeur de la bouillie bordelaise
- François de Menthon (1900-1984), résistant, homme politique et juriste